# SC Veendam in het seizoen 2011/12
Het seizoen 2011/2012 was het 58e jaar in het bestaan van de Veendamse betaaldvoetbalclub SC Veendam. De club kwam uit in de Eerste divisie en eindigde daarin op de 16e plaats. Tevens deed de club mee aan het toernooi om de KNVB beker, hierin werd de club in de tweede ronde uitgeschakeld door de amateurs van VV Berkum (2–0).

## Wedstrijdstatistieken

### Eerste divisie
|       | AGOVV Apeldoorn | Almere City FC | Cambuur | FC Den Bosch | FC Dordrecht | FC Eindhoven | FC Emmen | Fortuna Sittard | Go Ahead Eagles | Helmond Sport | MVV Maastricht | FC Oss | Sparta Rotterdam | Telstar | FC Volendam | Willem II | FC Zwolle |
| ----- | --------------- | -------------- | ------- | ------------ | ------------ | ------------ | -------- | --------------- | --------------- | ------------- | -------------- | ------ | ---------------- | ------- | ----------- | --------- | --------- |
| Thuis | 4 – 0           | 1 – 1          | 1 – 1   | 1 – 2        | 1 – 1        | 1 – 2        | 3 – 0    | 2 – 2           | 0 – 4           | 1 – 1         | 1 – 3          | 1 – 2  | 1 – 2            | 1 – 1   | 1 – 0       | 1 – 3     | 0 – 1     |
| Uit   | 3 – 2           | 3 – 0          | 5 – 1   | 3 – 0        | 2 – 2        | 2 – 0        | 0 – 2    | 1 – 0           | 2 – 2           | 3 – 2         | 2 – 1          | 4 – 4  | 2 – 1            | 1 – 1   | 3 – 2       | 3 – 1     | 2 – 0     |

### KNVB beker
| 2e ronde                                               | VV Berkum                                    | 2 – 0 (0 – 0) | SC Veendam |
| 21 september 2011 Plaats: Zwolle Sportpark De Vegtlust | Marc van der Meulen 72' Rik Jan de Groot 88' |               |            |

## Selectie
| #  | Naam                  | Nationaliteit | Positie      |
| -- | --------------------- | ------------- | ------------ |
| 1  | Leonard Nienhuis      | Nederland     | Doelman      |
| 2  | Angelo Cijntje        | Curaçao       | Verdediger   |
| 3  | Rico Wolven           | Nederland     | Verdediger   |
| 4  | Niek Loohuis          | Nederland     | Verdediger   |
| 5  | Petrit Hoxhaj         | Nederland     | Middenvelder |
| 6  | Lars Hutten           | Nederland     | Aanvaller    |
| 7  | Panagiotis Rampavilas | Griekenland   | Aanvaller    |
| 8  | Lars Lambooij         | Nederland     | Middenvelder |
| 9  | Pepijn Kluin          | Nederland     | Aanvaller    |
| 10 | Danny Menting         | Nederland     | Middenvelder |
| 11 | Kaye Coppoolse        | Nederland     | Aanvaller    |
| 12 | Alex Marello          | Canada        | Verdediger   |
| 14 | Ferhat Görgülü        | Nederland     | Verdediger   |
| 15 | Alair Cruz Vicente    | Brazilië      | Verdediger   |
| 16 | Ben Meedendorp        | Nederland     | Doelman      |
| 17 | Jonathan Opoku        | Nederland     | Aanvaller    |
| 19 | Haaije Feenstra       | Nederland     | Middenvelder |
| 20 | Jelle Wagenaar        | Nederland     | Aanvaller    |
| 22 | Mitch Apau            | Nederland     | Verdediger   |
| 23 | Sander Rozema         | Nederland     | Middenvelder |

#### Vertrokken spelers
| Naam               | Nationaliteit | Volgende club        |
| ------------------ | ------------- | -------------------- |
| Erwin Buurmeijer   | Nederland     | WKE                  |
| Luciano Dompig     | Nederland     | Almere City FC       |
| Michiel Hemmen     | Nederland     | AGOVV Apeldoorn      |
| Gersom Klok        | Nederland     | Go Ahead Eagles      |
| Tjeerd Korf        | Nederland     | Flevo Boys Emmeloord |
| Jeroen Lambers     | Nederland     | WKE                  |
| Paul Matthijs      | Nederland     | FC Edmonton          |
| Sjaak Polak        | Nederland     | SVV Scheveningen     |
| Gerard Wiekens     | Nederland     | VV Noordster         |
| Patrick Lip        | Nederland     | SC Genemuiden        |
| Marnix Kolder      | Nederland     | Go Ahead Eagles      |
| Peter van der Vlag | Nederland     | Go Ahead Eagles      |
| Vasek Svoboda      | Tsjechië      | Meteor Praag         |
| René Wessels       | Nederland     | HHC Hardenberg       |
| Michael de Leeuw   | Nederland     | De Graafschap        |
| Jason de Jong      | Filipijnen    | Persiba Balikpapan   |
| Pavel Cmovs        | Tsjechië      | N.E.C.               |
| Maikel Hoormann    | Duitsland     | Be Quick 1887        |

## Statistieken SC Veendam 2011/2012

### Eindstand SC Veendam in de Nederlandse Eerste divisie 2011 / 2012
| Stand | Gespeeld | Gewonnen | Gelijk | Verloren | Punten | Doelpunten voor | Doelpunten tegen |
| ----- | -------- | -------- | ------ | -------- | ------ | --------------- | ---------------- |
| 16e   | 34       | 4        | 10     | 20       | 22     | 42              | 67               |

## Voetnoten
AGOVV Apeldoorn ·
Almere City ·
SC Cambuur ·
FC Den Bosch ·
FC Dordrecht ·
FC Eindhoven ·
FC Emmen ·
Fortuna Sittard ·
Go Ahead Eagles ·
Helmond Sport ·
MVV Maastricht ·
Sparta Rotterdam ·
Telstar ·
FC Oss ·
SC Veendam ·
FC Volendam ·
Willem II ·
FC Zwolle